# سیارک ۲۴۶۰
سیارک ۲۴۶۰ (به انگلیسی: 2460 Mitlincoln، نامگذاری:1980TX4) دو هزار و چهارصد و شصتمین سیارک کشف شده‌است که در ۱ اکتبر ۱۹۸۰ کشف شد.
قدر مطلق سیارک برابر ۱۲٫۵۰ است.